# Lesław Dubaj
Lesław Dubaj (ur. 19 maja 1963 w Zamościu) – pułkownik dypl. pilot Wojska Polskiego.

## Życiorys
Lesław Dubaj w 1986 ukończył Wyższą Oficerską Szkołę Lotniczą i został wyznaczony w 28 pułku lotnictwa myśliwskiego na starszego pilota klucza lotniczego. Pełnił służbę na stanowisku szefa rozpoznania powietrznego w eskadrze lotniczej w latach 1992–1994. Ukończył studia w Akademii Obrony Narodowej i był w latach 1996–1998 dowódcą eskadry lotniczej w 28 plm. Zastępca dowódcy pułku do 2000, a następnie wyznaczony na stanowisko specjalisty w Oddziale Operacyjnym. W 2001 został w Dowództwie Wojsk Obrony Powietrznej w Warszawie szefem Wydziału Oceny Taktycznej (TACEVAL). W NATO HQ ACLANT (Norfolk, Stany Zjednoczone) w latach 2002–2003 był starszym oficerem w Oddziale Edukacji i Treningów, a od 2003 do 2005 był starszym oficerem w Oddziale Edukacji (NATO HQ ACT). W 2005 po powrocie do kraju wyznaczony na starszego specjalistę w Oddziale Zastosowania Bojowego Szefostwa Wojsk Lotniczych Dowództwa Sił Powietrznych. W Centrum Operacji Powietrznych – Dowództwo Komponentu Powietrznego pełnił służbę w latach 2005–2006 jako zastępca szefa pionu planowania operacji. Słuchacz Podyplomowego Studium Operacyjno–Strategicznego Akademii Obrony Narodowej w latach 2006–2007. 3 lipca 2007 przyjął dowodzenie 33 Bazą Lotniczą w Powidzu.